# Ekhultagölen
Ekhultagölen är en sjö i Vetlanda kommun i Småland och ingår i Emåns huvudavrinningsområde.